# Poslední dopisy Jakuba Ortise
Poslední dopisy Jakuba Ortise (1798–1802, Ultime lettere di Jacopo Ortis) je román v dopisech italského preromantického spisovatele Uga Foscola, považovaný za první epistolární román italské literatury. Autor v románu spojil intimní milostný román s románem politickým a úzce osobní tragédii s tragédií národní, takže jde současně o vlasteneckou elegií i o psychologickou analýzu lásky. V tomto díle, předjímajícím italský romantismus, vytvořil autor vzor romantického vyhnance zoufale ponořeného ve vlastním nitru a řešícího neřešitelné rozpory svého osobního i společenského života sebevraždou.

## Vznik a charakteristika románu
Román je inspirován dvojím zklamáním, které Foscolo prožil a má silné autobiografické rysy. Z počátku se v románu silně projevuje jeho zklamání politické, když Napoleon, kterému věřil, že sjednotí roztříštěnou Itálii, postoupil roku 1796 campoformijskou mírovou smlouvou jeho vlast, Benátsko, Rakousku a on musel odejít do exilu. Následná revize románu je poznamenána jeho zklamáním v lásce k italské šlechtičně Isabelle Roncioni, ve které mu bylo z majetkových důvodů jejími příbuznými zabráněno.

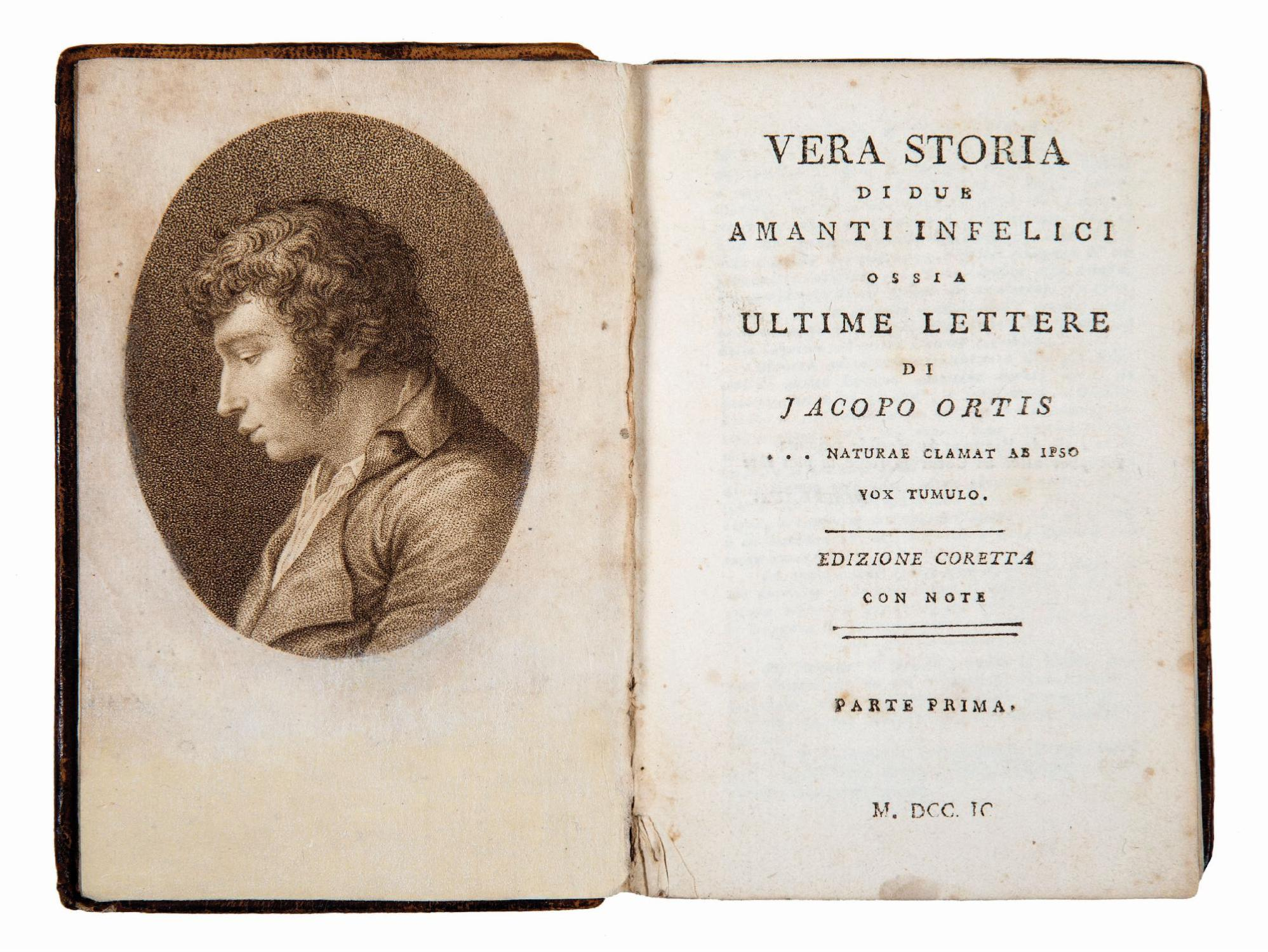
Titulní list vydání z roku 1799

Román je formou a obsahem velmi podobný Goethově Utrpení mladého Werthera a je rovněž ovlivněn Novou Heloisou Jeana-Jacquesa Rousseaua. Přítomnost politického tématu však toto dílo od dvou jmenovaných výrazně odlišuje. Kromě toho je v románu patrná hrdinská inspirace dramaty Vittoria Alfieriho, takže je často označován jako Alfireiho tragédie v próze. Bezprostředním podmětem ke vzniku románu byla sebevražda univerzitního studenta Girolama Ortise (1773 –1796), jehož jméno Fosoclo změnil na Jacopo (Jakub) na počest Rousseaua.
První verzi románu začal Foscolo připravovat k tisku v září roku 1798 u boloňského nakladatele Marsiglima, ale po vstupu do boloňské národní gardy bojující proti vojskům ruského generála Suvorova během jeho italského tažení, práci na rukopise přerušil. Vydavatel však chtěl vydání uskutečnit, a proto jeho dopsání svěřil boloňskému literátu Angelu Sassolimu a nechal jej bez Foscolova vědomí vydat pod názvem Pravdivý příběh dvou nešťastných milenců (Vera storia di due amanti infelici). Sassoli Foscolův text přepracoval, aby zdůraznil jeho milostný charakter a oslabil jeho politické vyznění. Zároveň odstranil nejvýraznější jakobínské a antiklerikální části. V této neautorizované podobě vyšel román celkem třikrát (jednou v roce 1798 a dvakrát v roce 1799). Když se o této skutečnosti Foscolo roku 1801 dozvěděl, ostře se od ní distancoval, označil všechna tato vydání za zfalšovaná a začal pracovat na své autorské v verzi.
Nové přepracované vydání románu s upravenou zápletkou vydal Foscolo v Miláně roku 1802. Na románu neustále pracoval, druhé vydání s velkými změnami vyšlo v Curychu roku 1816 a definitivní verze vyšla roku 1817 v Londýně.

## Obsah románu
Adresát dopisů Lorenzo Alderani v předmluvě čtenáři vysvětluje, že mu předkládá dopisy svého zesnulého přítele Jakuba Ortise. Šedesát sedm dopisů, které pak následují, jsou datovány od 11. října roku 1797 do noci z 25. na 26. března 1799. Jsou to výhradně dopisy od Ortise, Alderani pouze na konci dodává popis posledních hodin svého přítele.
Univerzitní student Jakub Ortis je mladý Benátčan s republikánskými názory. Jeho víra, že Napoleon sjednotí roztříštěnou Itálii, se po míru z Campo Formio ukáže jako iluze. Jakub, kterému po Napoleonově postoupení Benátek Rakousku hrozí pronásledování, odchází do vyhnanství do vesnice v Euganejských kopcích. Zde žije o samotě, zklamaný vším a všemi. Svůj volný čas tráví čtením řeckého filozofa Plútarcha, dopisováním si se svým drahým přítelem Lorenzem, případně rozhovory s knězem, doktorem a dalšími dobrými lidmi.
Jeho život se změní, když se setká s Terezou, dcerou benátského aristokrata, a zamiluje se do ní. I když Tereza jeho city opětuje, musí dodržet otcův slib, že se provdá za bohatého Odoarda. Ví, že mu jí otec slíbil čistě z finančních důvodů i přes odpor její matky a necítí se šťastná. Zmítá se mezi vášní a povinností. Mezi ní a Jakubem však dojde jen k jednomu polibku.

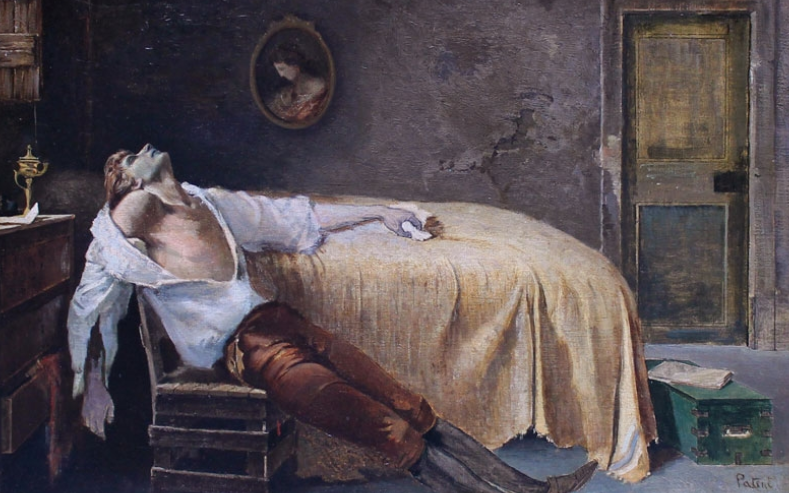
Smrt Jakuba Ortise, obraz Teofila Patiniho z roku 1873

Nešťastný Jakub se rozhodne odjet do Padovy, kde byla znovu otevřena univerzita. Potkává zde různé dámy vyššího světa a falešné přátele a zjistí, že celá společnost, oddaná pouze hmotnému blahobytu, je lhostejná k volání po ideálních hodnotách. Po několika měsících se proto vrátí k Tereze. Z rozporů, které ho trýzní v jeho nitru, onemocní, a když jej navštíví Tereziin otec, přizná se mu k lásce k jeho dceři. Po bezvýsledném rozhovoru s ním a po uzdravení Jakub opět odjíždí a cestuje po severní Itálii. Navštěvuje významná místa italského národa jako je Ferrara, Boloňa, Ravenna nebo Florencie, kde se pokloní hrobkám slavných Florenťanů v bazilice svatého Kříže. Pak odcestuje do Milána, kde se setká s Giuseppem Parinim, který ho odrazuje od zbytečných zoufalých pokusů zachránit svou vlast s tím, že pouze v budoucnu a krví může být vlast vykoupena.
Jakuba neustále pronásleduje myšlenka na sebevraždu. Brání mu v ní jen víra, že se Italové ještě stále mohou vzbouřit proti cizí nadvládě, a naděje na sňatek s Terezou. Pokračuje v cestování, dokud se nedozví, že se Tereza provdala. Vrací se do Euganejských kopců, aby znovu viděl Terezu, pak jede do Benátek znovu obejmout svou matku a pak znovu do kopců. Zde, poté, co napíše dopis Tereze a poslední dopis svému příteli Lorenzovi, se probodne. Následuje závěrečné vysvětlení jeho přítele Lorenza.

## Filmové adaptace
- Jacopo Ortis (1911), italský němý film, režie neuvedena.
- Jacopo Ortis (1918), italský němý film, režie Giuseppe Sterni.
- Le ultime lettere di Jacopo Ortis (1921), italský němý film, režie Lucio D'Ambra.
- Le ultime lettere di Jacopo Ortis (1973), italský televizní film, režie Peter Del Monte.[7]

## Česká vydání
- Poslední listy Jakuba Ortisa, Praha: Ignác Leopold Kober 1883, přeložil Matěj Netval.
- Poslední dopisy Jacopa Ortise, Praha: Odeon 1973, přeložil Josef Hajný.